# 阿拉伯民主联盟党
阿拉伯民主联盟党（羅馬化：Hizb Al-Ittihad Al-'Arabi Al-Dimuqrati）是叙利亚的一个已不存在的政党。它曾参加全国进步阵线，支持阿拉伯复兴社会党—叙利亚地区政府。